# 汚言症
汚言症（おげんしょう、英：Coprolalia）とは、卑猥語や罵倒語（汚言、醜語、糞語、猥言、猥語）を不随意的に発する神経学的症状。
音声チック症の一種でもあり、チック症の身体症状と同じく、突発的かつ急なリズムで繰り返される。その内容は人によって個人差がある。トゥレット症候群の重篤な多発性チックの症状として最も特徴的と考えられていたが、今日では決定的な診断基準ではない。むしろトゥレット症候群の中でも10%以下と少数派だがあまりにも特徴的なので目に付きやすいという側面の方が強い。聴覚障害のあるトゥレット症候群の患者は、無意識に手話で不特定多数に対して罵倒するといった現状も報告されている。また無意識に卑猥な単語や絵を書いたり、猥褻なジェスチャーを行う現象も知られている。前者をCoprographia、後者をcopropraxiaと呼ぶ。
汚言症患者の実例がYouTube動画で公開されている。
また、わずかながら他の疾患にもみられる。